# Volavka modrošedá
Volavka modrošedá (Egretta caerulea) je středně velký druh volavky.

## Popis
Dorůstá 60 cm, v rozpětí křídel měří 102 cm a její průměrná hmotnost činí 325 g. Jedná se o středně velkou volavku s dlouhým krkem a dlouhým, zašpičatělým, modrým nebo šedým zobákem s černým koncem. Pohlaví jsou zbarvena stejně. V létě jsou dospělí ptáci převážně modro-šedí s výjimkou světle červeného zbarvení na hlavě a krku, na kterém jsou patrná také prodloužená pera. Končetiny má tmavě modré. V mimohnízdním období mají hlavu a krk tmavě modrý a končetiny černé. Mladí ptáci jsou celí bílí se světle žlutými končetinami.

## Rozšíření
Její areál rozšíření sahá od států USA ležících při Mexickém zálivu přes Střední Ameriku a Karibik až po Peru a Uruguai.

## Ekologie
Vyskytuje se v subtropických bažinách. Požírá ryby, žáby, korýše, malé hlodavce a hmyz. Hnízdí v koloniích, často společně s jinými druhy volavek. Hnízdo v podobě jednoduché plošiny z větví buduje na stromech nebo keřích. V jedné snůšce pak bývá 3-7 světle modrých vajec.